# Communauté de communes du Val d'Égray
Ne doit pas être confondu avec Communauté de communes Val de Gray.
La communauté de communes du Val d'Égray est une ancienne communauté de communes française, située dans le département des Deux-Sèvres et la région Nouvelle-Aquitaine.

## Histoire
La communauté de communes du Val d'Égray a été créée le 18 mai 1993.
Cet ensemble comprenait huit communes, soit une population municipale de 5 154 habitants (selon le recensement de 2011), sur un territoire de 113,25 km2.
En 2014, la commune de Germond-Rouvre quitte la communauté pour rejoindre la nouvelle communauté d'agglomération du Niortais.
Elle fusionne avec deux autres EPCI pour former la communauté de communes Val de Gâtine au 1er janvier 2017.

## Composition
La communauté de communes était composée de huit des neuf communes du canton de Champdeniers-Saint-Denis (seule Germond-Rouvre en est absente) :
| Nom                      | Code Insee | Gentilé         | Superficie (km2) | Population (dernière pop. légale) | Densité (hab./km2) |
| ------------------------ | ---------- | --------------- | ---------------- | --------------------------------- | ------------------ |
| Champdeniers (siège)     | 79066      | Campidénariens  | 21,81            | 1 632 (2014)                      | 75                 |
| La Chapelle-Bâton        | 79070      | Chapellois      | 16,93            | 411 (2014)                        | 24                 |
| Cours                    | 79104      | Coursois        | 14,92            | 547 (2014)                        | 37                 |
| Pamplie                  | 79200      | Pampliens       | 12,29            | 274 (2014)                        | 22                 |
| Saint-Christophe-sur-Roc | 79241      |                 | 10,96            | 554 (2014)                        | 51                 |
| Sainte-Ouenne            | 79284      | Sainte-Ouennais | 11,58            | 812 (2014)                        | 70                 |
| Surin                    | 79320      | Surinois        | 13,61            | 662 (2014)                        | 49                 |
| Xaintray                 | 79357      | Cintériens      | 11,15            | 235 (2014)                        | 21                 |